# Street Fighter Alpha: Generations
Street Fighter Alpha: Generations es una película de anime de 2005 producida por Studio A.P.P.P. y distribuida por Manga Entertainment, está basada en el videojuego Street Fighter Alpha 2 de Capcom. Su producción no tiene ninguna relación con Street Fighter Zero Movie de 2000, otra película que fue producida por Group TAC. Street Fighter Alpha: Generations fue producida específicamente para el mercado de habla inglesa y no se estrenó oficialmente en Japón hasta que fue incluido como material extra en el lanzamiento del DVD de Street Fighter: The Legend of Chun-Li. En España la película fue licenciada por Selecta Visión que lanzó una reedición en DVD por última vez en junio de 2008. En Hispanoamérica no fue distribuida hasta que se estrenó en junio de 2020 a través de Amazon Prime Video.